# Jean Strazel
Jean Strazel ou Jean Strazeele, en latin Joannes Strazelius ou Joannes Stracelius, est un helléniste du XVIe siècle, professeur de grec au Collège royal.

## Biographie
Il naquit dans l'ancien Pays-Bas du Sud, à Strazeele, d'où il tira son nom. Il étudia à Louvain, où il eut pour professeur Juan Luis Vives. Venu à Paris, il entra au Collège royal  en 1535 et occupa pendant près de quinze ans la chaire de grec laissée vacante par le départ de Pierre Danes en Italie.  D'après une strophe en latin composée par Léger Duchesne, on sait qu'il mourut le lendemain du jour des rois, le 7 janvier 1559. Le poète Jean Visagier célébra lui aussi sa mémoire dans une strophe latine : « Jeune par l'âge, vieux par la sagesse, docteur ingénieux, aimable, docteur qui aime les muses ».
On trouve dans les biographies de Sir Thomas Smith, professeur de grec au Queens' College de Cambridge et futur conseiller de la reine Élisabeth, le récit de sa rencontre avec Jean Strazel en 1539. Le sieur Smith cherchait à donner quelques cours de grec afin de meubler utilement le temps de son séjour à Paris en attendant de recevoir une certaine somme d'argent qui lui permettrait de poursuivre ses voyages. Deux choses toutefois le gênaient : sa mauvaise connaissance du français et ses idées particulières sur la prononciation du grec. Strazel lui répondit qu'on ne manquait pas à Paris de professeurs de grec et que, concernant la prononciation, chacun avait ses idées sur le sujet et que lui-même n'en changerait pas. Mais, ajouta-t-il, rien ne l'empêchait de se présenter devant un auditoire, qui tirerait certainement grand profit de son érudition. Smith dit qu'il y réfléchirait, et l'affaire en resta là.
Jean Strazel participa à l'édition des œuvres de Maxime de Tyr publiée par Henri Estienne en 1557. Il laissa aussi parmi d'autres travaux un commentaire en latin sur les Vers dorés de Pythagore, ouvrage dont le privilège date de 1557 mais qui ne semble avoir été publié qu'après sa mort. 